# Antoine Viquerat
Antoine Viquerat (Boulogne-Billancourt, 5 ottobre 1998) è un nuotatore francese, specializzato nello stile rana.

## Biografia
Ha rappresentato la Francia ai Giochi olimpici estivi di Tokyo 2020, classificandosi 12º nei 200 m rana e 10º nella staffetta 4x100 m misti, con i connazionali Yohann Ndoye-Brouard, Léon Marchand e Mehdy Metella.
Ai campionati europei di nuoto di Roma 2022 ha vinto la medaglia d'argento nella staffetta 4x100 m misti con Yohann Ndoye-Brouard, Mewen Tomac, Clément Secchi, Maxime Grousset e Charles Rihoux.

## Palmarès
- Europei

Roma 2022: argento nella 4x100 m misti.